# Hyperaspidius ingenitus
Hyperaspidius ingenitus är en skalbaggsart som beskrevs av Thomas Casey 1899. Hyperaspidius ingenitus ingår i släktet Hyperaspidius och familjen nyckelpigor. Inga underarter finns listade i Catalogue of Life.